# Mahōjin Guru Guru
Los Caballeros de Kodai (Magical Circle Guru Guru) es un anime japonés basado en el manga Mahōjin Guru Guru creado por Hiroyuki Etou. Esta serie de 45 episodios trata de dos niños que deben obtener poderes mágicos para vencer al demonio Taro que desea dominar el mundo. Los hechos de esta serie son muy cómicos ya que es creada para la diversión de un público infantil.
Esta serie es una parodia de los primeros videojuegos de rol, especialmente Dragon Quest. La estética del animé es muy parecida a la de un RPG (aunque haya un narrador en lugar de cuadros de diálogo), de hecho, el objetivo de los niños es derrotar a Taro pero para ello deberán realizar varias misiones.

## Argumento
Después de haber sido selladas durante 300 años, el demonio Taro (Después le cambian el nombre a Lord Giri) rompe el hechizo que lo tenía prisionero y junto a un ejército de monstruos decide dominar al mundo, por lo que el rey Urruga XIII decide buscar a un héroe legendario que pueda enfrentarse al demonio.
La noticia llega a los oídos de un campesino obsesionado por el "heroísmo" y que obliga a su hijo a ser el héroe que salve el mundo del Emperador del Mal. Dice que él quería haber sido un héroe, pero que su época era demasiado pacífica y no había nada que salvar. El hijo, llamado Nike (pronunciado Nee-Keh, no "Nike" a pesar de que se le ha dado el nombre de la conocida marca a propósito), rehúsa, diciendo que preferiría ser un mago porque es una profesión divertida.
Su madre está en desacuerdo y le dice que "Digan lo que digan, el protagonista siempre es el héroe. Es una profesión complicada, pero si se triunfa, ya no se vuelve a trabajar más..." y le entrega una encuesta realizada a 100 personas dándole razones por las que ser un héroe es mejor que cualquier otra cosa.
Obligado por sus padres, Nike decide partir hacia el castillo donde conoce a Kukuri, una aprendiz de maga descendiente de la tribu Migu Migu (Zaza Zaza) que conoce los movimientos básicos del Yam Yam, la magia que mantuvo cautivo a Giri. Juntos, Kukuri y Nike, deciden enfrentarse a Giri y vivir variadas aventuras acompañados de Kira Kira Oyaji, un viejo excéntrico que se empeña en enseñarles el Kira Kira (un baile folklórico de su pueblo) y de Gipple, un espíritu amigable que los ayuda cuando no están en peligro.

## Personajes
- Nike : Es el caballero, experto con la espada. En un principio quería ser mago, pero su padre lo entrenó para el combate y para ser el héroe que nunca pudo ser por vivir eun una era muy pacífica. Debido a ello, Nike es hábil combatiente pero algo cobarde y sin experiencia. Es de Jimuna Mura (la Ciudad Vieja).

- Kukuri: Aprendiz de magia de dulce corazón. Creció bajo el cuidado de las brujas de la Ciudad Jimuna, en realidad es la última descendiente de la tribu Yam Yam, por lo que aprende la invocación del mismo nombre consistente en dibujar ojos y círculos en la tierra. Siente mucho aprecio por Nike.

- Kita Kita Oyaji, el viejo bailarín: Solía ser alcalde de la ciudad de Kitano, o Ciudad del Norte, conocida por su baile extravagante el Kira Kira. Cuando no se pudo seguir enseñando ese baile debido a que dejaron de nacer niñas en kitano, Ojayi decide buscar alumnos en otros sitios para enseñarles el baile, considerado extraño por los otros personajes de la serie. Generalmente sigue a Kukuri y Nike, no pierde oportunidad para mostrarles el baile y va vestido de hawaiano.

- Gipple: Es un pequeño espíritu que acompaña al dúo de vez en cuando, aunque desaparece cuando hay problemas. Su capa puede almacenar muchos objetos y convertirse en una tienda de campaña, aunque el taparrabo que lleva puesto incomoda a Nike.

## Series y películas
La primera temporada de los Caballeros de Kodai (producida por Nippon Animation) consta de 45 capítulos, extraídos de los tomos 1 al 4 del manga, con algunas aventuras adicionales. Fue transmitida entre 1994 y 1995.
Luego se hizo una película, en donde Niki y Kukuri conocen el "Pepinillo de la Felicidad" ("Pickle of Happiness"), un pepinillo que concede un deseo a quien se lo come. Con ayuda de viejos amigos, tienen que derrotar a los monstruos y al dragón guardian del pepinillo. Fue transmitida en abril de 1996.
La segunda temporada se transmitió en el año 2000, seis años después de la primera; los capítulos se basan en los tomos 5 - 11 del manga (16 tomos en total). Nike y Kukuri reciben un mensaje de Wanchin, antiguo líder de la tribu Migu Migu, que les indica que tienen que encontrar las Cuatro Espadas para poder derrotar a Giri. Algunos elementos del manga son diferentes del anime, de hecho en el manga Nike y Kukuri encierran a Giri, algo que no lo muestra el anime.

## Curiosidades
- Por estar basado en los juegos de rol, cuando aparece un nuevo personaje lo suficientemente importante, aparece una pequeña caja de información con información de interés: Nivel, Puntos de golpe, Puntos mágicos, entre otros.

- Otro gracioso efecto es la voz del narrador que explica cosas o situaciones que afectan a los personajes, algunas veces son de lo más obvias, pero hacen que sean más cómicas.

- Los monstruos usualmente son cómicos, o por lo menos graciosos (en el doblaje latino, hablan con acentos mexicanos, cubanos y argentinos, lo que aumenta la hilaridad). Las situaciones son predecibles y risibles.

## Canciones
- De la Serie

Opening Theme:
1. 1: "Magic of Love" by TOo'S
2. 2: "Harete Hallelujah" by Okui Aki

Ending Theme:
1. 1: "Wind Climbing ~ Kaze ni Asobarete" by Aki Okui (eps 1-26)
2. 2: "Mou Tomaranai" by Slap Sticks

- De la película

Opening themes
1. 1 Magic of Love TOo'S
2. 2 Harete Hallelujah Okui Aki

Ending themes
1. 1 Wind Climbing ~ Kaze ni Asobarete Okui Aki
2. 2 Mou Tomaranai Slap Sticks

## Juegos
Publicados por Enix.
- Mahōjin Guru Guru (SNES)
- Mahōjin Guru Guru 2 (SNES)
- Doki Doki Densetsu Mahōjin Guru Guru (Game Boy Color)